# 八甲田山雪中行軍遭難資料館
八甲田山雪中行軍遭難資料館（はっこうださんせっちゅうこうぐんそうなんしりょうかん）は、青森市幸畑にある幸畑墓苑内の陸軍墓地に隣接する資料館である。青森市の外郭団体である一般財団法人青森市文化観光振興財団が管理運営する公営施設である。八甲田雪中行軍遭難事件をテーマに、事件に関する様々な資料や犠牲者の遺物等を展示し「雪中行軍遭難史実」を伝えるとともに、八甲田の自然を紹介する観光案内の機能を持った施設となっている。

## 沿革
- 1978年（昭和53年）6月23日 - 開館。建物は、伏見宮貞愛親王が1892年（明治25年）11月から1894年（明治27年）11月の間第4旅団長として駐在し、その後連隊長官舎として使用された物を、現在地に移築したものだった。
- 2002年（平成14年） - 資料館を支えてきた「保存の会」の活動を会員の高齢化により停止。併せて老朽化により一時閉館。
- 2004年（平成16年）7月22日 - 敷地内の幸畑陸軍墓地の整備と共に、資料館もリニューアルオープンされた。

## 施設内容
施設は展示室（常設展示のみ。ただし展示されていない物も含め、全ての資料はデータベース化されている。）、エントランス、収蔵庫、事務室、男女トイレ、多目的トイレからなる。
エントランスには後藤房之助伍長の銅像（レプリカ）がある。事件で殆どの隊員が凍死した日本陸軍第8師団青森歩兵第5聯隊の写真・遺品・捜索隊資料、手鏡式位牌・勲章・指揮刀・軍隊手帳や生存者記録写真、資料・長谷川特務曹長の手記などがある。特筆されるのは行軍に随行して謎の死を遂げた山口鋠の肩章である。
ミニシアターコーナーでは、事件のあらましを1977年に封切られた映画『八甲田山』の一部を引用し解説付きで上映している。

## 利用案内[2]
- 開館時間：9:00 - 18:00（4月 - 10月）16:30（11月 - 3月）
- 休館日：年末年始（12月31日 - 1月1日）、2月の第4水・木曜日
- 入館料：一般270円、高・大学生：140円、小・中学生：無料
  - 団体割引（全体で20名以上）：一般140円、高・大学生70円
  - 70歳以上および中学生以下：無料
  - 障害者手帳所持：半額

## 交通アクセス
- JR東日本/青い森鉄道青森駅下車。
  - 青森市営バス青森駅前3番のりば、田茂木沢か田茂木野行き乗車（所要時間約45分）幸畑墓苑下車すぐ。

※本数が極端に少ないことと、折り返し便を逃すと、次の便までには2時間以上開きがあるので注意が必要。
  - 青森市営バス青森駅前3番のりば、G7横内環状線（中筒井経由）乗車（所要時間約30分）幸畑下車徒歩20分。

※田茂木沢および田茂木野行きより本数がある（おおむね1時間に1本）。
- 東北自動車道青森中央インターを降りて約15分